# Oscar Keller
Oscar Eduardo López (La Plata, 23 de agosto de 1936-La Plata, 8 de mayo de 2015), fue un ilusionista y mago argentino conocido bajo el pseudónimo de Oscar Keller.

## Biografía
Oscar Keller nació en La Plata el 23 de agosto de 1936. Su infancia transcurrió en calle 49 entre 8 y 9, a pocas cuadras del Teatro Municipal Coliseo Podestá, donde desde joven comenzó a presenciar a los diferentes artistas y magos que se presentaban allí, como el Mago Chang o Fu-Manchú. En la casa del arquitecto Tito Ciocchini, quien vivía en esa misma cuadra, encontró artefactos mágicos que le despertaron curiosidad, como así también varios números de la Revista Caras y Caretas que incluían trucos de magia para niños. A sus 10 años compró su primer libro de magia en la Librería Oitavén de 9 y 48. Realizó sus estudios escolares en la Escuela Industrial Nº1 "Albert Thomas", donde conoció a Raúl Pérez, con quien comenzó a compartir su afición por la magia. 
Su primera aparición televisiva fue en 1958 en el programa Carrusel Mágico, que era emitido por el Canal 7 de Buenos Aires. Este había sido creado dos años antes por Alex Mir, y se trató del primer espectáculo de magia televisada en Argentina. Al año siguiente incursionó en el programa El Rincón de los Niños por Canal 9, donde trabajó como presentador y mago.
Comenzó a asistir a las reuniones del Círculo Mágico Argentino y al poco tiempo del Centro Mágico Platense, siendo uno de los primeros miembros y presidente del mismo, que actualmente lleva su nombre.
Participó del 2º Congreso Mágico Argentino Internacional a principios del año 1962, en el cual obtuvo el 2º premio en la categoría "Magia General". Gracias a esta presentación, fue contratado para presentarse pocos meses después en el Teatro Odeón de Buenos Aires, actuando también en el Coliseo Podestá de La Plata.
En 1969 organizó junto a Fu-Manchú el 1º Festival Internacional de la Magia, en Mar del Plata.
Colaboró en la fundación de la Federación de Entidades Mágicas de Argentina en 1970, de la cual fue el primer vicepresidente por La Plata, siendo presidida la misma por Fu-Manchú.
Trabajó en como mago y productor del programa televisivo Sábados Circulares durante más de 12 años. La actuación más recordada fue cuando en 1971 ayudó a que su conductor, Pipo Mancera, realizara un acto de escapismo en las aguas del Río de la Plata, inspirado en las actuaciones del mago Houdini. Por esos años también se hizo presente en el programa televisivo de Carlitos Balá en Canal 13.
Organizó dos congresos de magos en Mar del Plata en 1971 y 1972. Para 1973 organizó junto al mago Fu-Manchú el 3º Congreso Internacional de Magia en la ciudad de Necochea, que tuvo lugar en el Cine Teatro París. Ese mismo año también participó del Mundial de Magia que se realizó en París, el cual es organizado por la Federación Internacional de Sociedades Mágicas.
Además de Francia, viajó realizando magia en España, Grecia, Turquía, Estados Unidos, México, Costa Rica, Paraguay, Chile, Brasil. También hizo una gira por Argentina, Perú, Ecuador y Colombia en 1975. Entre 1980 y 1983 participó de la gira de Acuarama On Parade por varios países, actuando en el Estadio Luna Park de Buenos Aires. Se desempeñó no sólo como mago junto a su hijo, sino también como director artístico del espectáculo, el cual extendió la gira a más de 8 años.
Hizo varias apariciones en el programa televisivo La Noche de Andrés Percivale, emitido por Canal 13 en 1982.
En abril de 1995 organizó la 1º Convención Nacional de Magos e Ilusionistas, que tuvo lugar en el Pasaje Dardo Rocha de la ciudad de La Plata, y de la cual participaron más de 200 magos. Dicha reunión volvería a tener lugar en 1999, organizada por varios miembros del Centro Mágico Platense.
En 2002 realizó una gira por Panamá junto a su hijo Fernando Keller. Al año siguiente, organizó en La Plata un Simposio Mágico del cual participaron más de 100 ilusionistas de Argentina y otros países. Fue organizador nuevamente de un Congreso de Magos en el Centro Cultural Islas Malvinas de La Plata, en noviembre de 2007.
Falleció a los 78 años, el 8 de mayo de 2015 en La Plata.